# James Doakes
James Doakes is een personage uit de televisieserie Dexter, gebaseerd op het personage  Albert Doakes uit de boekenreeks van Jeff Lindsay. Zijn rol wordt in de serie vertolkt door Erik King. 
Het personage was te zien tot het einde van het tweede seizoen, maar duikt weer kort op aan het einde van seizoen 7.

## Biografie
Doakes zat jaren bij de elitetroepen van het Amerikaanse leger, maar koos uiteindelijk voor het burgerleven en een politiecarrière. Die liep aanvankelijk niet van een leien dakje, aangezien hij moeite had met hoger gezag. Doakes had een relatie met zijn collega Maria LaGuerta, maar daaraan kwam een einde toen zij promotie maakte.

### Seizoen 1
Doakes haat Dexter; hij is de enige persoon die merkt dat Dexter zich anders voordoet dan hij werkelijk is. Doakes verdenkt Dexter er openlijk van iets te verbergen, en dit vermoeden gaat er alleen nog maar op vooruit wanneer hij ontdekt dat Dexter informatie over de Ice Truck Killer-zaak achterhoudt. 

### Seizoen 2
LaGuerta eist van Doakes dat hij zichzelf koest houdt, maar dat weerhoudt hem er niet van Dexter te beginnen schaduwen. Wanneer hij Dexter echter een samenkomst van de Narcotics Anonymous ziet bijwonen, stopt hij zijn actie, vermoedend dat zijn vreemde gedrag te wijten is aan een heroïneverslaving.
Al snel komt Doakes erachter dat het drugsverhaal larie is, en begint hij te graven in het verleden van Dexter. De spanningen lopen hoog op en voor de ogen van al hun collega's komt het zelfs tot een vechtpartij tussen beide mannen. Doakes wordt geschorst, maar kan via LaGuerta aan de slag bij een beveiligingsfirma. Hij staat niet weigerachtig tegenover de nieuwe job, tot wanneer hij tot het vermoeden komt dat Dexter de beruchte Bay Harbor Butcher is. Hij zet zijn privé-onderzoek verder en vindt al snel de bewijzen die alles bevestigen. Ironisch genoeg wordt Doakes zelf tot hoofdverdachte gekroond, wanneer hij onaangekondigd de stad verlaat om zijn dossier rond te maken.
Enige tijd later duikt Doakes weer op en betrapt hij Dexter op heterdaad tijdens een moordpartij, in een afgelegen bungalow in de Everglades. Hij wil Dexter eigenhandig arresteren, maar uiteindelijk is Dexter hem te slim af en gijzelt hij hem. Dexter kan volgens zijn persoonlijke code echter geen onschuldige mensen vermoorden, en zit dus met de handen in het haar. Doakes probeert op hem in te praten, en uiteindelijk besluit Dexter dat hij zichzelf bij de politie zal aangeven. Hij laat Doakes echter niet meteen vrij, om nog de kans te krijgen enkele privé-zaken op orde te brengen.
Nog voor Dexter zijn plan kan uitvoeren, maakt diens vriendin Lila onverwachts haar opwachting in de bungalow. Doakes is door het dolle heen, en in de overtuiging dat ze hem zal vrijlaten doet hij heel het verhaal over het dubbelleven van Dexter uit de doeken. Lila reageert echter compleet omgekeerd: ze wil Dexter beschermen en laat de bungalow exploderen. Later vindt de politie de verminkte overblijfselen van Doakes. De zaak wordt gesloten, met als conclusie dat Doakes de Bay Harbor Butcher was en uiteindelijk zelfmoord pleegde. 
LaGuerta is uiteindelijk het enige bekende gezicht dat de begrafenis van Doakes bijwoont. Zijn dood wordt wel gewroken door Dexter, die Lila vermoordt.

### Seizoen 7
In de laatste aflevering van dit seizoen (Surprise, Motherfucker! genoemd, naar een bekende quote van hem) duikt Doakes weer op, in de vorm van flashbacks. Hierin ziet de kijker nieuwe scènes die onderstrepen hoe Doakes naast Harry de eerste persoon was die een vermoeden had over de ware identiteit van Dexter.

## Verschillen met de boeken
De voornaam van Doakes in de boekenreeks is niet "James", maar wel "Albert". Hij werkte ook niet voor het leger, maar wel voor de marine. Na de moord op LaGuerta verdenkt hij Dexter ervan de dader te zijn, en hij probeert hem te arresteren. Doakes valt echter zelf in handen van een psychopaat, die hem van zijn handen, voeten en tong berooft.